# إصلاح آيسلندي

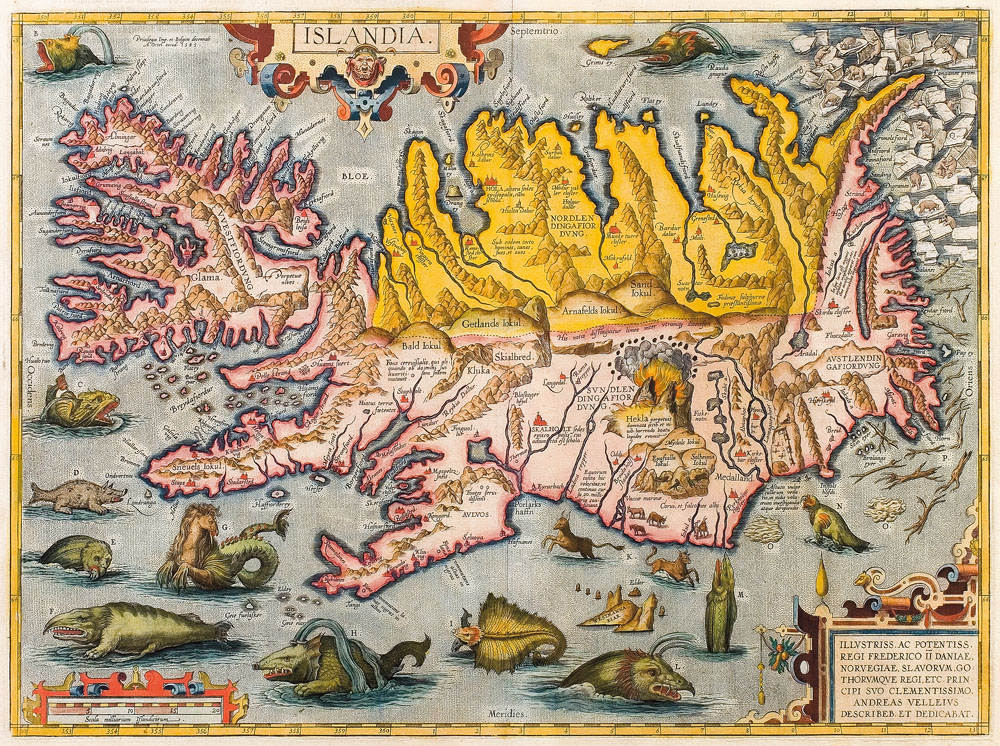

حدث الإصلاح الآيسلندي في منتصف القرن السادس عشر، حيث خضعت آيسلندا لحكم الدنمارك-النرويج، وعليه فرض الملك كريستيان الثالث ملك الدنمارك الإصلاح الديني اللوثري على الآيسلنديين. انتهى الإصلاح الآيسلندي بإعدام جون أراسون، أسقف هولار الكاثوليكي، وابنيه، في عام 1550، لتتبنى البلاد بعدها اللوثرية.

## الخلفية

### الإصلاح في الدنمارك-النرويج
أصبح كريستيان الثالث ملكًا على الدنمارك في عام 1536، وأسس رسميًا في 30 أكتوبر من العام ذاته الكنيسة اللوثرية الدنماركية، وأصدر مرسومًا يقضي بضرورة اعتناق رعاياه الدنماركيين اللوثرية. سرعان ما امتد الإصلاح الديني إلى النرويج (1537) وجزر فارو (1540)، لكنه ترك آيسلندا دولة كاثوليكية لبعض الوقت، ولم يبذل أي جهد لإدخال إصلاحات بروتستانتية في السنوات التالية.

### الكنيسة الكاثوليكية الآيسلندية
مثّل كل من أوغموندور بالسون من سكالهولت ويون أراسون من هولار الأساقفة الكاثوليك في آيسلندا في ذلك الوقت، قائدان عظيمان سبق أن كانا عدوّين لدودين، لكن اقتراب التهديد اللوثري وحّد صفوفهما في قضية مشتركة ضد الإصلاح الديني. انخرطت الدنمارك في حرب أهلية في فترة تفكك اتحاد كالمار، وكان الأسقفان الآيسلنديان قد احتفظا بسلطة علمانية وكنسية في البلاد لسنوات عديدة.

### النفوذ اللوثري في آيسلندا
من الجدير بالذكر أن التأثير اللوثري قد وصل إلى آيسلندا قبل مرسوم الملك كريستيان، إذ امتهن الألمان الصيد بالقرب من ساحل آيسلندا، ومن ثم انخرطت الرابطة الهانزية في علاقات تجارية مع الآيسلنديين. أقام هؤلاء الألمان كنيسة لوثرية في هافنارفيوردور في وقت مبكر من عام 1533. أدت العلاقات التجارية مع الألمان إلى ذهاب العديد من الشباب الآيسلندي للدراسة في هامبورغ.
كان أوغموندور بالسون، أسقف سكالهولت، كبيرًا في السن وعاجزًا، إذ سخّر لخدمته العديد من الشباب الذين تلقوا تعليمهم في ألمانيا وتعرفوا على البروتستانتية. أيّد الكثير منهم الإصلاح الديني، لكنهم أخفوا مثل هذه الآراء عن الأسقف.

## الأحداث

### الجهود الدنماركية في فترة الإصلاح
في عام 1538، قُوبل وصول المرسوم الملكي المتعلق بالتشريع الكنسي الجديد إلى آيسلندا بتنديد المطران أوغموندور ورجال دينه، مهددين بالنفي الكنسي لأي شخص يشترك في البدعة الألمانية. قرر الملك إرسال كلاوس فون ميرفيتز إلى آيسلندا في عام 1539، بصفة حاكم جديد للبلاد، وفوّضه بتنفيذ الإصلاحات والاستيلاء على ممتلكات الكنيسة.
استولى فون ميرفيتز على دير في فيدي بمساعدة المأمور التابع له، ديتريش من ميندين، وجنوده. أخرجوا الرهبان واستولوا على كل ممتلكاتهم، ليحكم أوغموندور فوريًا عليهم بالنفي الكنسي. في وقت لاحق من الصيف ذاته، توقف المأمور ورجاله في سكالهولت واعتدوا على الأسقف، ما دفع أنصاره إلى حشد قواتهم ومهاجمة ديتريش وقتله مع جميع رجاله.

### العهد الجديد مترجم إلى الآيسلندية
كان أودور غوتسكالكسون، ابن غوتسكالك نيكولاسون، أسقف هولار السابق، أحد الشبان الذين خدموا الأسقف أوغموندور. عاد أودور إلى آيسلندا بعد إنهاء دراسته في ألمانيا عام 1535، وعمره 20 عامًا، وسرعان ما بدأ بترجمة العهد الجديد إلى اللغة الآيسلندية. قيل إنه أتم مُعظم ترجماته في حظيرة مزرعة متاخمة للمناطق الخاضعة لسلطة سكالهولت. طُبع العهد الجديد لأودور في روسكيلد عام 1540، ويُعدّ أقدم عمل مطبوع محفوظ باللغة الآيسلندية.
كان جيسور أينارسون من بين هؤلاء الشبان الذين تلقوا تعليمهم في ألمانيا، وأيّد الإصلاح الديني سرًا. جعله الأسقف أوغموندور، الذي كان شبه أعمى حينها، خليفته في عام 1539، ونُصّب جيسور أسقفًا بينما كان أوغموندور ما يزال على قيد الحياة. ندِم الأسقف العجوز على قراره عندما ظهرت آراء تلميذه اللوثرية. على أي حال، كان في تلك المرحلة عجوزًا وعاجزًا، ولم يكن بوسعه فعل الكثير لوقف تأثير جيسور، رغم تشاركهما شكليًا بالرؤية ذاتها.